# Homomonument
L’Homomonument est un monument mémorial dans le centre d'Amsterdam, capitale des Pays-Bas. Il commémore tous les hommes (gays) et femmes (lesbiennes) qui ont été victimes de persécutions en raison de leur homosexualité.
Inauguré le 5 septembre 1987, il prend la forme de trois grands triangles roses en granit, insérés dans le sol de manière à former un triangle plus grand. il est placé sur la rive du canal de Keizersgracht, à proximité de la Westerkerk.
L'Homomonument a été réalisé pour « inspirer et soutenir les lesbiennes et les gays dans leur lutte contre le négationnisme, l'oppression et la discrimination ».

## Origine
En 1961 des membres du COC Nederland discutent de la possibilité d'ériger un monument mémoriel gay, mais aucune mesure concrète n'a été prise à l'époque. Les souvenirs de la Seconde Guerre mondiale étaient alors dans les années 1960 et 1970 très présents dans la société par les livres de Loe de Jong, mais on ne faisait pas attention au sort subi par les personnes homosexuelles dans ce conflit.
L'idée d'un mémorial permanent aux victimes gays et lesbiennes de la persécution date de 1970, lorsque deux membres de l'« Amsterdamse Jongeren Aktiegroepen Homoseksualiteit » (AJAH) ont été arrêtés le 4 mai pour avoir tenté de déposer une couronne de lavande au Monument commémoratif de la guerre du Canada (Pays-Bas) sur la place du Dam dans le centre d'Amsterdam lors de la cérémonie du souvenir des morts. La couronne a été enlevée par la police. L'action fut considérée comme un outrage par certains et ce rejet est dénoncé comme une honte par d'autres.
Après le Jour du Souvenir général, en 1979 Bob van Schijndel (nl), un membre de la PSP-groupe gay, ne comprenant pas pourquoi les Juifs et, depuis 1978, gitans avaient leurs monuments dédiés et pas les hommes gays, il écrit une lettre proposant la création d'un monument dédié aux gays : « La nuit dernière m'est venue une idée : nous devrions écrire une lettre ouverte au maire d'Amsterdam, M. Polak, lui demandant d'ériger un mémorial pour les victimes homosexuelles, soit sur la Leidseplein soit dans le Vondelpark. L'idée serait de prendre pour modèle le mémorial inauguré l'année dernière en souvenir des Tsiganes victimes du nazisme. »
Cet appel a reçu un large soutien du public et le Memorial Foundation Gay a donc été créé quelques mois plus tard . Le nombre de victimes n'a pas été facile à établir, surtout avec au début un manque de recherches scientifiques. Aujourd'hui, un consensus sur le nombre de victimes est de 10 000 homosexuels assassinés, dont certains Néerlandais.
Après l'appel de Van Schijndel, le conseil municipal, à l'été 1979, a désigné l'emplacement du marché de l'Ouest pour la construction de celui-ci et de la création d'un jury.
L'actuelle construction du monument a commencé en mai 1979 à l'initiative du mouvement Dutch gay and lesbian rights, avec le soutien de groupes d'autres pays. Il a fallu attendre huit ans pour obtenir les 180 000 euros (400 000 florins) nécessaires pour construire l'Homomonument. La plupart de ces dons provenaient de particuliers et d'organisations. Le Parlement néerlandais a fait don de 50 000 euros, et la ville d'Amsterdam et la province de Hollande du Nord ont également contribué.
En 1980, les artistes ont été invités à présenter des projets à un jury composé d'experts dans les domaines de l'art et du design. Le jury a choisi la conception de Karin Daan, sur la base du triangle rose.
L'inauguration du monument a eu lieu le 5 septembre 1987, exactement cent mois après que Bob van Schijndel ait formulé son appel. Le dévoilement a été effectué par le ministre Elco Brinkman (nl).
Avec le triangle sur l'eau comme point central, Daan a élargi la conception pour faire son travail aussi monumental que possible sans perturber l'environnement.
Une plaque signalétique avec une brève explication du monument en néerlandais, anglais et français a été dévoilée le 21 juin 1988 par le travail d'Hedy d'Ancona. Actuellement l'information est en douze langues différentes.
« Commémore toutes les Femmes et tous les Hommes qui  ont été tyrannisés et persécutés à cause de leur homosexualité.
Appuie le Mouvement Lesbien et Homosexuel à la Lutte contre le mépris, la discrimination et la persécution.
Manifeste que tu n'es pas seul(e).
Fais Appel à une vigilance permanente. »
Il s'est révélé que les dalles de granit rose d'origine étaient trop minces et s'effritaient. Une restauration complète du monument gay a eu lieu en 2003. Le coût de 800 000 euros a été payé en totalité par la municipalité.
Le 4 mai 2012, les 25 ans du monument ont eu lieu en présence d'un représentant officiel du gouvernement néerlandais à savoir la ministre Marja van Bijsterveldt.
Un monument à la mémoire des victimes LGBT de la répression et de la persécution a été consacrée à Barcelone, en Espagne en 2011. Il a été inspiré par l'Homomonument.

## Symbolique

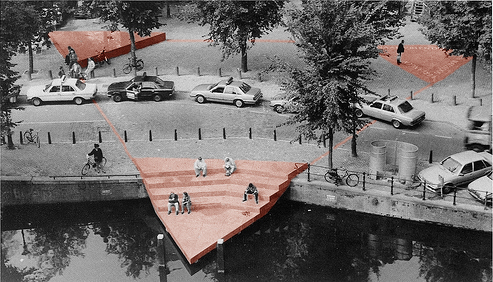

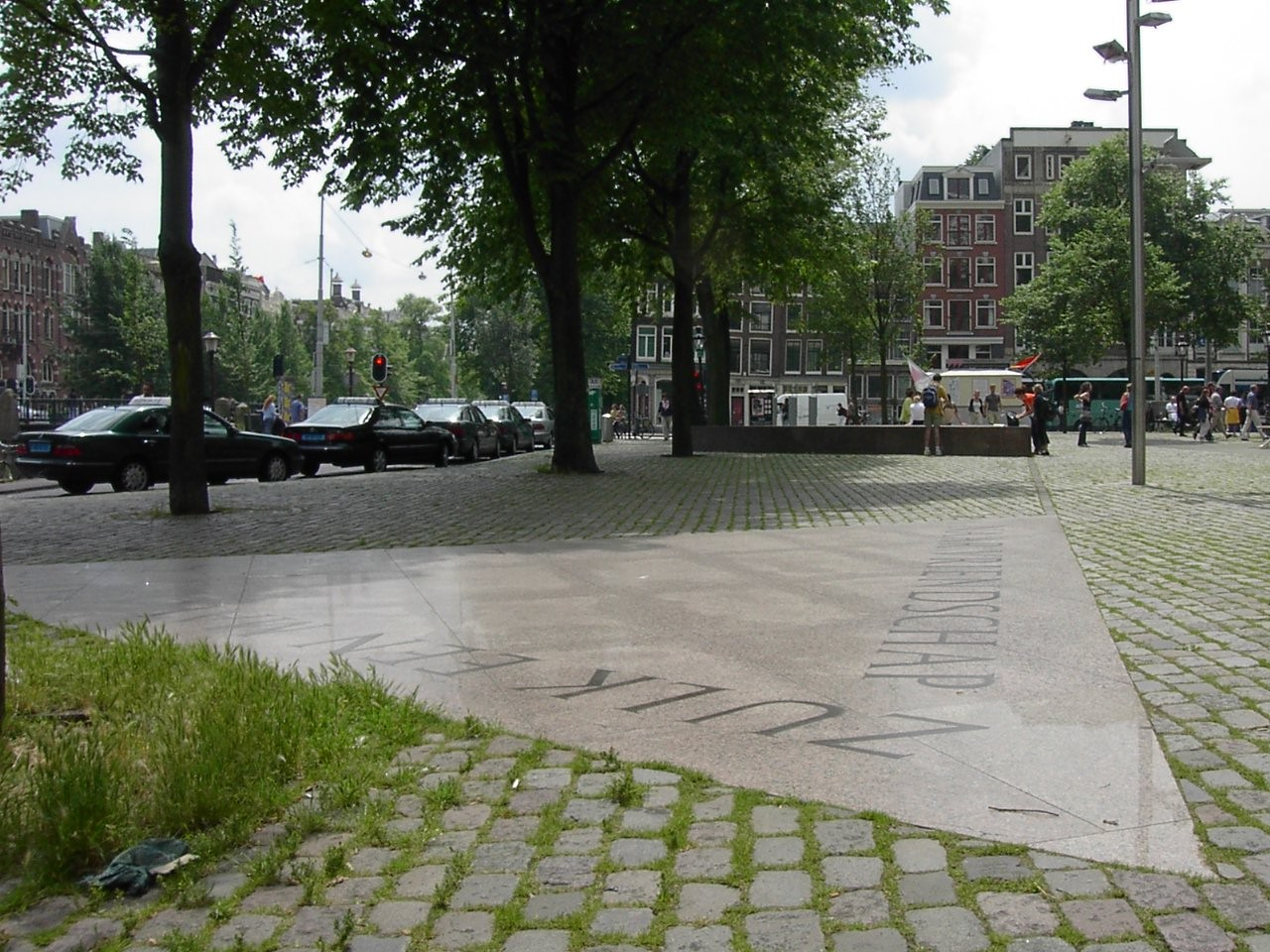
Homomonument

Le monument est composé de trois triangles équilatéraux mesurant chacun 10 mètres de chaque côté. Ceux-ci forment ensemble un grand triangle relié de chaque côté par une fine rangée de briques de granit rose. Ce grand triangle équilatéral mesure 36 mètres de côté.
Le thème du triangle rose est basé sur le fait que les hommes qui, en raison de leur orientation homosexuelle, emprisonnés dans les camps de concentration de l'Allemagne nazie portaient un triangle rose, l'équivalent de l'étoile jaune imposée aux juifs. Tous les prisonniers avaient un triangle avec une couleur spécifique, qui dépend de la raison pour laquelle ils étaient emprisonnés. À la fin des années 1960, le triangle rose a été adopté comme un insigne symbolique par le mouvement pour l'égalité des droits pour les homosexuels.
Les triangles individuels représentent un avertissement du passé, l'affrontement du présent et une source d'inspiration pour l'avenir :
- Le triangle dont la moitié est au niveau de l'eau représente le présent et sert de mémorial. Il possède des marches descendant au niveau de l'eau. Sur cette plate forme des couronnes de fleurs sont souvent posées. Dans le cadre du grand triangle, il pointe vers le Nationaal Monument sur la place du Dam, qui commémore les victimes de l'occupation allemande.

- Le triangle au niveau de la rue représente le passé. Dessus est gravée une ligne de poésie par le poète néerlandais juif gay Jacob Israël de Haan (1881-1924) : Naar een Vriendschap Zulk Mateloos Verlangen (« Habité d’un démesuré désir d’amitié »). Le texte est issu de son poème « à un jeune pêcheur »[1]. Dans le cadre du grand triangle pointant à la Maison Anne Frank, une jeune fille juive qui a été déporté et tuée par les nazis, à l'arrière de Prinsengracht.

- Le triangle 60 cm au-dessus du niveau de la rue projette pour l'avenir et sert de podium pour les réunions. Dans le cadre du grand triangle entre eux pointant vers le siège de la défense des droits homosexuels COC à Rozenstraat, le groupe néerlandais des droits des homosexuels fondé en 1946, ce qui en fait l'organisation gay et lesbienne la plus ancienne toujours en fonctionnement dans le monde[12].

## Utilisation du monument
- Chaque année le 4 mai à l'occasion de la journée national Dodenherdenking, il y a des discours et sur la moitié située dans le triangle d'eau sont placées des couronnes de fleurs.
- Tout au long de l'année des fleurs sont souvent posées, non seulement pour commémorer les victimes de guerre, mais aussi pour les victimes du SIDA.
- Durant la semaine des Gay Pride d'Amsterdam, diverses activités festives se déroulent sur le lieu du monument gay. Celles-ci sont appelées Roze Wester Days organisées par la Fondation Gay Monument, entre autres, en collaboration avec la Fondation Gala Amsterdam[réf. nécessaire].
- Juste à côté du Monument Gay se trouve depuis les Gay Games en 1998, un kiosque connu sous le nom de Pink Point permettant d'obtenir informations et souvenirs[13].
- Le Monument Gay a été utilisé en 2014 pour protester contre l'anti-homowet en Russie.